# Weihermoos Holzleuten
Weihermoos Holzleuten este o arie protejată (arie specială de conservare — SAC, sit de importanță comunitară — SCI) din Germania întinsă pe o suprafață de 141,03 ha, integral pe uscat.

## Localizare
Centrul sitului Weihermoos Holzleuten este situat la coordonatele 47°40′52″N 10°32′49″E / 47.6811°N 10.5469°E.

## Înființare
Situl Weihermoos Holzleuten a fost declarat sit de importanță comunitară în martie 2001 pentru a proteja 3 specii de animale. Situl a fost protejat și ca arie specială de conservare în aprilie 2016.

## Biodiversitate
Situată în ecoregiunea continentală, aria protejată conține 8 habitate naturale: Lacuri și iazuri distrofice naturale, Pajiști cu Molinia pe soluri calcaroase, turboase sau argilos-nămoloase (Molinion caeruleae), Turbării active, Mlaștini oligotrofe degradate, capabile încă de regenerare naturală, Mlaștini turboase de tranziție și turbării mișcătoare, Depresiuni pe substraturi de turbă de Rhynchosporion, Mlaștini alcaline, Mlaștini împădurite.
La baza desemnării sitului se află mai multe specii protejate de  nevertebrate (3): fluturele auriu (Euphydryas aurinia), libelule (Leucorrhinia pectoralis), phengaris nausithous (Maculinea nausithous).
Pe lângă speciile protejate, pe teritoriul sitului au mai fost identificate 1 specie de nevertebrate.